# Rūpa
Pour les articles homonymes, voir Rupa.
Rūpa (en pali et sanskrit ; devanāgarī : रूप) , signifie « forme » ou « corporéité », et renvoie à différents concepts de la philosophie indienne dans l'hindouisme et le bouddhisme. Il est souvent associé au nom ou esprit (nāma, cf. nāmarūpa) comme un des deux constituants des êtres dans le Vedānta. Perçu par l’œil ou le sens de la vue (cakṣus), il est à la fois la forme et la couleur dans le Sāṃkhya. Dans le bouddhisme, il est l'un des cinq agrégats (skandha) de l'ego.

## Dans l'hindouisme

### Sāṃkhya
Dans le Sāṃkhya, la forme/couleur (rūpa) est l'objet de perception (tanmātra) en relation avec l'organe des sens (jñānendriya) appelé « œil (cakṣus) ».

#### Table de correspondance
Cette table met en correspondance quinze principes (tattva) qui participent de la cosmologie et de la constitution de l'homme selon la philosophie du Sāṃkhya. Les jñānendriya sont en correspondance avec les tanmātra, mais non directement avec les mahābhūta. Ces derniers sont produits par les tanmātra.
| Organe de connaissance (jñānendriya) | Objet de perception (tanmātra) | Élément grossier (mahābhūta) |
| ------------------------------------ | ------------------------------ | ---------------------------- |
| śrotra (oreille)                     | śabda (son)                    | ākāśa (espace ou éther)      |
| tvak (peau)                          | sparśa (toucher ou contact)    | vāyu (air)                   |
| cakṣus (œil)                         | rūpa (forme)                   | tejas (feu)                  |
| jihvā (langue)                       | rasa (goût ou saveur)          | ap (eau)                     |
| ghrāṇa (nez)                         | gandha (odeur)                 | pṛthivī (terre)              |

### Vedānta
Dans un sens étendu il est avec nāma (le nom) un des deux éléments fondamentaux constituant des êtres.
Le terme Māyāvi-rūpa désigne la forme-illusoire, telle celle que revêtent les personnages de nos rêves. Il est symboliquement utilisé pour illustrer l'impermanence de notre individualité (ahaṃkāra) au regard du Soi véritable (ātman).

## Dans le bouddhisme

### Rūpa, un des cinq agrégats de l'ego
Rūpa est d'abord le concept de la forme ou de l'apparence et par conséquent du corps dans la philosophie du bouddhisme. C'est l'un des cinq agrégats  skandha qui constituent l'ego. Et, parmi ces agrégats, rūpa est le seul qui soit physique, puisque les quatre autres agrégats sont psychiques.
Le corps peut être décrit selon deux aspects. 

#### Physique existant
Le physique existant consiste en l'élément terre, l'élément feu, l'élément eau et l'élément vent. Cependant, il est souvent considéré que ces quatre éléments se réfèrent plutôt à des caractéristiques (à ne pas confondre avec les trois caractéristiques) : celles de solidité, de fluidité, de chaleur et de mouvement. En tant que tels, le physique est associé à différentes parties du corps selon l'élément que l'on considère, dans la méditation qui a pour objet le corps mais qui vise à la ekkagata (c’est-à-dire dans la méditation samatha par opposition à la pratique de vipassana). 
Élément terreCheveux, poil, ongles, dents, peau, chair, ligaments, os, moelle osseuse, reins, cœur, foie, membrane, rate, poumons, tube digestif, attache du tube digestif, contenu de l'estomac, fèces et cerveau.
Élément eauBile, flegme, pus, sang, sueur, graisse, larmes, sébum, salive, mucus, synovie et urine.
Élément feuFièvre, vieillissement, sensation de brûlure et digestion.
Élément ventsouffles montants, souffles descendants, souffles abdominaux, souffles intestinaux, souffles qui suivent les membres et inspir-expir.

#### Physique saisi
Le physique saisi est considéré comporter vingt-quatre aspects, à savoir l'œil, l'oreille, le nez, la langue, le corps, les apparences visibles, les sons, les saveurs, la féminité, la virilité, la vie, le cœur-support, les indications corporelles et vocales, l'élément espace, la légèreté, la souplesse, la maniabilité, l'agrégation, la prolongation, le vieillissement, l'impermanence et les aliments en bouchées.

### Ce qui est matériel

#### Monde matériel subtil
- Voir Monde de la forme

Rupa Loka désigne le monde matériel : il s'agir de l'un des mondes qui constituent le saṃsāra.

#### Sphère physique
- Rupavacara (à rédiger)

#### Groupe corporel
(Rupakalapa)

#### Objet
Ruparammana (voir salayatanas)